# Rhionaeschna galapagoensis
Rhionaeschna galapagoensis là loài chuồn chuồn trong họ Aeshnidae. Loài này được Currie mô tả khoa học đầu tiên năm 1901.